# Lâm Quang Thi
Lâm Quang Thi (1932 - 19 tháng 01 năm 2021) nguyên là một tướng lĩnh gốc Pháo binh của Quân lực Việt Nam Cộng hòa, cấp bậc Trung tướng. Ông xuất thân từ trường Võ bị Liên quân do Quốc gia Việt Nam mở ra ở Cao nguyên Trung phần Việt Nam. Chuyên môn Quân sự của ông là Pháo binh. Ông đã phục vụ ở Binh chủng này từ khi còn là Thiếu úy cho đến khi lên đến Trung tá suốt 12 năm liền (1951-1963). Sau ông được chuyển sang Tư lệnh các Sư đoàn Bộ binh, rồi Chỉ huy trưởng các cơ sở đào tạo nhân sự cho Quân đội. Sau cùng là Phó Tư lệnh của Quân đoàn I & Quân khu I. Ông cũng được mệnh danh là một vị "Tướng Pháo binh".

## Tiểu sử & Binh nghiệp
Ông sinh ngày 7 tháng 5 năm 1932 trong một gia đình đã có mấy đời là đại điền chủ danh giá tại Vĩnh Trạch, Bạc Liêu, miền Tây Nam phần Việt Nam. Thời niên thiếu ông học ở trường Phan Thanh Giản, Cần Thơ. Kế tiếp lên Sài Gòn học ở trường Lycée Petrus Ký theo chương trình Pháp. Năm 1949, ông thi đậu Tú tài bán phần (Part I). Về sau, khi đã ở trong quân ngũ, ông học hàm thụ thi đậu bằng Tú tài II Triết học Pháp.

### Quân đội Quốc gia Việt Nam
Cuối tháng 9 năm 1950, thi hành lệnh động viên của Chính phủ Quốc gia Việt Nam, ông cùng người anh trai là Lâm Quang Thơ tình nguyện nhập ngũ vào Quân đội Quốc gia, mang số quân: 52/120.072. Được theo học khóa 3 Trần Hưng Đạo tại trường Võ bị Liên quân Đà Lạt khai giảng ngày 1 tháng 10 năm 1950. Ngày 1 tháng 7 năm 1951 tốt nghiệp với cấp bậc Thiếu úy hiện dịch. Ra trường tiếp tục theo học lớp căn bản Pháo Binh tại Trung tâm Huấn luyện Pháo binh Phú Lợi, Bình Dương. Sau đó, được huấn luyện thêm về chuyên môn Pháo binh tại Biên Hòa. Tháng 2 năm 1952 mãn khóa, ông được điều đến Pháo đội 3 đồn trú ở Bắc Ninh giữ chức vụ Trung đội trưởng.
Đầu năm 1953, ông được thăng cấp Trung úy, giữ chức vụ Pháo đội trưởng Pháo đội 2 đồn trú tại Hưng Yên. Tháng 5 cùng năm, Pháo đội 2 di chuyển về Vân Đồn, ông hoán chuyển nhiệm vụ với Trung úy Nguyễn Xuân Thịnh chuyển qua chỉ huy Pháo đội 1. Tháng 11, bàn giao Pháo đội 1 lại cho Trung úy Dương Thái Đồng. Kế tiếp, ông chuyển vào Nam phục vụ tại Ban chỉ huy Tiểu đoàn 1 Pháo binh ở Bình Thủy, Cần Thơ trong chức vụ Sĩ quan Hành quân Tiểu đoàn. Tháng 12 cuối năm, chuyển sang làm Pháo đội trưởng Pháo đội 3 đồn trú tại Vĩnh Long.
Tháng 4 năm 1954, ông bàn giao Pháo đội 3 (đang hành quân ở Ban Mê Thuột) lại cho Trung úy Lê Trí Tín. Đầu tháng 5, ông được thăng cấp Đại úy và được chọn đi du học lớp Pháo binh cao cấp (2 tháng) tại Trường Pháo binh Châtons-Sur-Marne, Pháp. Tháng 10 cuối năm, ông được cử làm Tiếu đoàn trưởng Tiểu đoàn 4 Pháo binh đồn trú tại Pleiku.

### Quân lực Việt Nam Cộng hòa
Đầu năm 1955, ông bàn giao Tiểu đoàn 4 lại cho Đại úy Dương Thái Đồng. Sau đó, ông được cử làm Giám đốc Quân huấn Trung tâm Huấn luyện Pháo binh Phú Lợi (Bình Dương) do Trung tá Bùi Hữu Nhơn làm Chỉ huy trưởng. Tháng 7 cùng năm, ông được thăng cấp Thiếu tá, giữ chức vụ Chỉ huy trưởng Trung tâm thay thế Trung tá Bùi Hữu Nhơn được cử làm Chỉ huy trưởng Binh chủng Pháo binh Trung ương.
Tháng 7 năm 1956, ông được cử đi du học Pháo binh cao cấp tại Fort Still, Olahoma, Hoa Kỳ sau khi bàn giao Trường Pháo binh lại cho Thiếu tá Trần Văn Hào. Tháng 11 cùng năm mãn khóa về nước phục vụ tại Bộ Tổng tham mưu. Qua tháng 2 năm 1957, chuyển về trường Đại học Quân sự do Trung tướng Trần Văn Minh (Lục quân) làm Chỉ huy trưởng. Ông được cử làm giảng sư và huấn luyện viên về Pháo binh. Tháng 12 cuối năm, chuyển ra miền Trung giữ chức vụ Chỉ huy trưởng Pháo binh Quân đoàn I. Tháng 9 năm 1958, ông được tháp tùng Phái đoàn Quân sự Việt Nam đi du hành thăm viếng các đơn vị và căn cứ quân sự của Đại Hàn Dân Quốc. Cuối năm 1959, ông chuyển trở về Bộ Tổng tham mưu giữ chức vụ Chỉ huy phó Binh chủng Pháo binh Trung ương.
Đầu tháng 11 năm 1960, Xử lý thường vụ chức vụ Chỉ huy trưởng Pháo binh Trung ương trong khi Đại tá Nguyễn Xuân Trang đi học lớp Chỉ huy Tham mưu cao cấp tại Hoa Kỳ. Ngay sau đó ông được thăng cấp Trung tá. Tháng 8 năm 1961, hoán đổi nhiệm vụ với Trung tá Nguyễn Xuân Thịnh, ông được cử làm Chỉ huy trưởng Pháo binh ở Bộ tư lệnh hành quân tại Bộ Tổng tham mưu, do Trung tướng Dương Văn Minh làm Tư lệnh. Tháng 2 năm 1963, ông được cử làm Trưởng phòng 3 tại Bộ Tư lệnh Lục quân do Trung tướng Trần Văn Đôn làm Tư lệnh. Tháng giêng năm 1964, được cử đi du học lớp Chỉ huy Tham mưu tại Học viện Fort Leavenworth, Kansas, Hoa Kỳ, tiếp theo học lớp Bảo toàn Dự phòng và lớp Hành quân chống dấy loạn tại 2 trường: Trường Thiết giáp Kỵ binh Fort Knox, Kentucky và Trường Fort Bragg, North Carrolina, Hoa Kỳ. Tháng 9 cùng năm mãn khóa về nước, ông được cử giữ chức vụ Phụ tá hành quân Tư lệnh Sư đoàn 7 Bộ binh. Hai tháng sau vào ngày Quốc khánh 1 tháng 11 ông được thăng cấp Đại tá, giữ chức vụ Tư lệnh phó Sư đoàn 7 do Chuẩn tướng Nguyễn Bảo Trị làm Tư lệnh. Cuối tháng 9 năm 1965, ông được bổ nhiệm chức vụ Tư lệnh Sư đoàn 9 Bộ binh thay thế Chuẩn tướng Vĩnh Lộc đi làm Tư lệnh Biệt khu Thủ đô. Tháng 2 năm 1966, ông được thăng cấp Chuẩn tướng tại nhiệm.
Ngày Quân lực 19 tháng 6 năm 1968, ông được thăng cấp Thiếu tướng tại nhiệm. Một tháng sau, bàn giao Sư đoàn 9 lại cho Đại tá Tư lệnh phó Trần Bá Di. Ngay sau đó, ông được bổ nhiệm chức vụ Chỉ huy trưởng trường Võ bị Quốc gia Đà Lạt thay thế Đại tá Đỗ Ngọc Nhận. Tháng 5 năm 1969, ông hướng dẫn Phái đoàn Quân sự đi thăm viếng trường Võ bị Thái Lan và Philippines. Tháng 11 cùng năm, hướng Phái đoàn thăm viếng trường Võ bị Đại Hàn, Đài Loan và Nhật Bản. Tháng 11 năm 1970, hướng dẫn Phái đoàn đến Hoa Kỳ thăm viếng các trường Võ bị Lục quân, Hải quân, Không quân và Võ bị West Point. Mùa hè năm 1971, ông tiếp tục được hướng dẫn Phái đoàn quân sự thăm viếng trường Võ bị Hoàng gia và trường Không quân ở Canberra, Thủ đô nước Úc. Ngày Quốc khánh Đệ nhị Cộng hòa 1 tháng 11 cùng năm, ông được thăng cấp Trung tướng tại nhiệm.
Trung tuần tháng 4 năm 1972, ông nhận lệnh bàn giao trường Võ bị Đà Lạt lại cho bào huynh là Thiếu tướng Lâm Quang Thơ, để đi nhận chức vụ Tư lệnh phó Quân đoàn I và Quân khu 1 (Tư lệnh Quân đoàn là Trung tướng Hoàng Xuân Lãm, một tháng sau Trung tướng Ngô Quang Trưởng nguyên Tư lệnh Quân đoàn IV được bộ Tổng tham mưu cử ra thay thế tướng Hoàng Xuân Lãm). Đầu tháng 9, ông kiêm Tư lệnh Tiền phương Quân đoàn I cho đến cuối tháng 3 năm 1975 (Bộ Tư lệnh Tiền phương đặt tại căn cứ Mang Cá trong Thành Nội Huế).
- Bộ tư lệnh Tiền phương Quân đoàn I vào thời điểm tháng 3/1975, nhân sự được phân bổ trách nhiệm như sau:
-Tham mưu trưởng - Đại tá Lê Ngọc Hy[7]
-Tham mưu phó kiêm Trưởng phòng 5 - Trung tá Nguyễn Trinh[8]
-Trưởng phòng 1 - Trung tá Bảo Thọ[9]
-Trưởng phòng 2 - Trung tá Trần Khắc Đản[10]
-Trưởng phòng 3 - Trung tá Lê Duy Hiền[11]
-Trưởng phòng 4 - Trung tá Nguyễn Văn Thông[12]
-Trưởng phòng 6 - Trung tá Đỗ Hữu Bảo[13]

## 1975
Ngày 29 tháng 3, ông di tản khỏi Đà Nẵng về Sài Gòn. Đêm ngày 29 tháng 4 tại bến Bạch Đằng, cùng với gia đình di tản ra khơi trên Soái hạm HQ-1.
Sau đó, gia đình sang định cư ở Hoa Kỳ, lúc đầu ở Thành phố Milpitas California, sau chuyển sang sống tại Thành phố Fremont, cũng thuộc Tiểu bang California.

## Huy chương
-Bảo quốc Huân chương đệ tam đẳng (ân thưởng)
-Mười bảy Anh dũng Bội tinh với nhành dương liễu.
-Huy chương U.S Legion of Merit (Hoa Kỳ).
-Chương mỹ Bội tinh (Đại Hàn).

### Bằng cấp về sau
-Tú tài II Triết học Pháp
-Cử nhân Xã hội học tại Viện Đại học University of San Francisco.
-Cao học Quản trị kinh doanh (Master Degree of Business Administration) tại Viện Đại học Golden Gate University, San Francisco.

## Tác phẩm
- Autopsy-The Death of South Vietnam (Khám nghiệm cái chết của miền Nam Việt Nam).
- The Twenty-Five Year Century (Hai mươi lăm năm trong một thế kỷ).
- Rolling Thunder in a Gentle Land.

## Gia đình
- Song thân: Cụ Lâm Quang Diêu (Kỹ sư) và cụ Diệp Thị Hiền (1909-2002)
- Bào huynh: Ông Lâm Quang Thơ (Thiếu tướng Việt Nam Cộng hòa)
- Bào đệ:
-Ông Lâm Quang Thới (Sinh năm 1933, tốt nghiệp khóa 10 Võ bị Đà Lạt, Trung tá Bộ binh VNCH)
-Ông Lâm Quang Thân (Sinh năm 1936, tốt nghiệp khóa 14 Võ bị Đà Lạt, Thiếu tá Không quân VNCH)
- Phu nhân: Bà Tô Ngọc Bích - Ông bà có ba người con gồm 2 trai, 1 gái. Người con trai là Andrew Lâm, hiện đang là một nhà văn và phóng viên.

## Qua đời
Ông qua đời ngày 19 tháng 1 năm 2021, hưởng thọ 88 tuổi, sau 14 ngày chống chọi với COVID-19.